# Palazzo Giusti del Giardino
Palazzo Giusti del Giardino è un edificio civile che sorge nel quartiere di Veronetta a Verona, contraddistinto dall'omonimo Giardino Giusti, uno dei più noti giardini all'italiana del tardo Rinascimento, facente parte della rete dei Grandi Giardini Italiani.

## Storia
La famiglia Giusti, originaria della Toscana, si trasferì a Verona sul finire del XIII secolo, dove cominciò ad occuparsi della tintura della lana. Nel 1406 Provolo Giusti acquistò l'area, confinante con l'antica via Postumia, dove sarebbero poi sorti il palazzo e il giardino cinquecenteschi: questo spazio venne inizialmente utilizzato per le attività dell'industria che la famiglia stava espandendo, in particolare nel giardino venivano fatti bollire i calderoni in cui la lana veniva trattata e venivano stesi i panni per la successiva fase di asciugatura.

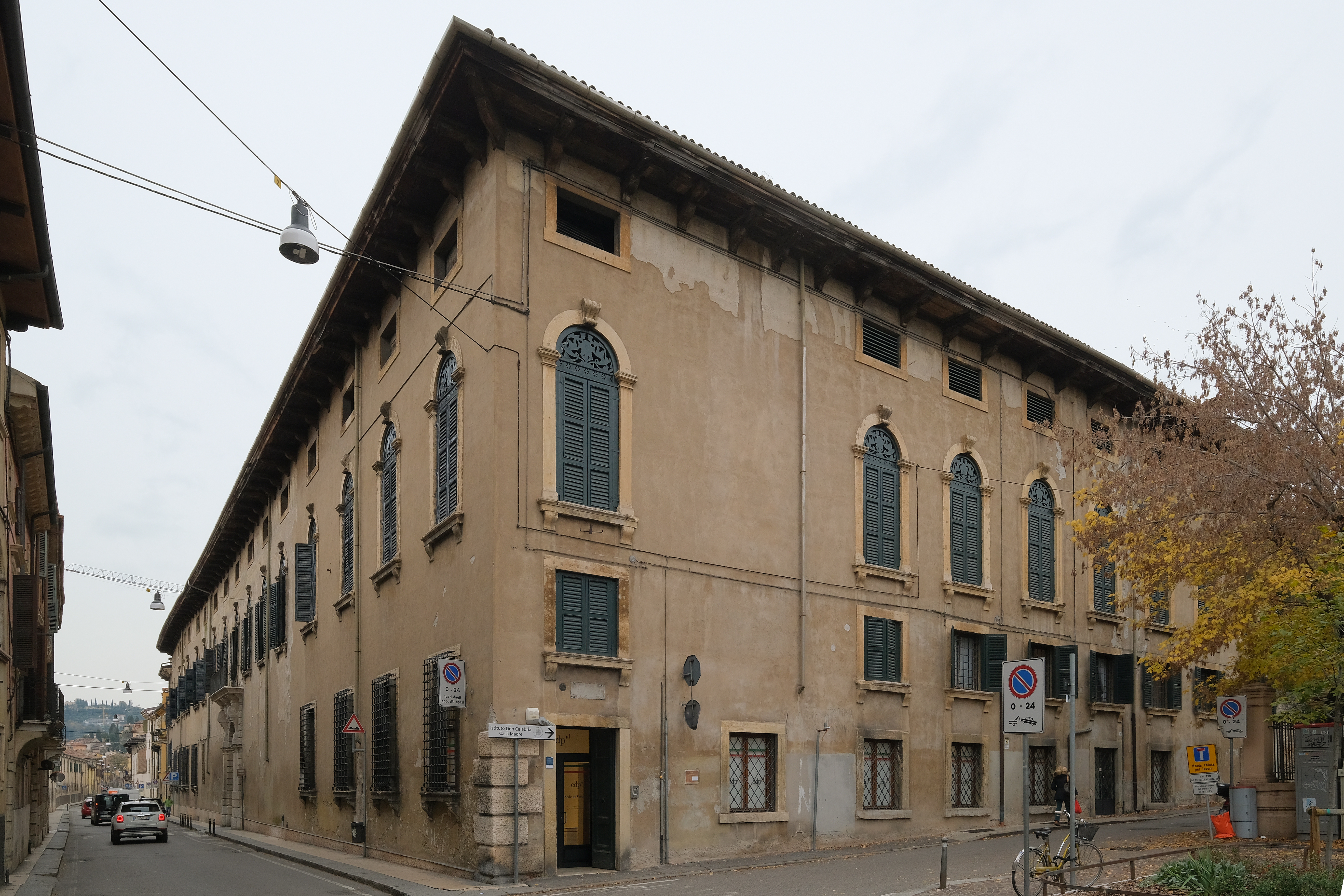
I due prospetti principali del palazzo

Questo insediamento produttivo venne completamente trasformato nel corso del XVI secolo su commissione di Agostino Giusti, mediante la costruzione di un palazzo di rappresentanza e la realizzazione del giardino formale, che seguiva la moda del tempo. Il palazzo deriva dalla fusione e trasformazione dei diversi fabbricati che sorgevano lungo la strada, inizialmente destinati all'attività produttiva: questi hanno dato origine ad un edificio con due corpi laterali collegati dalla lunga facciata, dal cui portale d'ingresso si accede all'atrio porticato, caratterizzato dalle sei arcate che affacciano sul cortile d'onore, che funge a sua volta da ingresso al Giardino Giusti.
Il cinquecentesco giardino fu duramente colpito durante la seconda guerra mondiale, tanto che al termine del conflitto diverse piante erano completamente divelte o stroncate, tuttavia la particolare cura prestata al verde a partire dal secondo dopoguerra ha permesso di recuperare, almeno in parte, la bellezza originaria.

## Descrizione

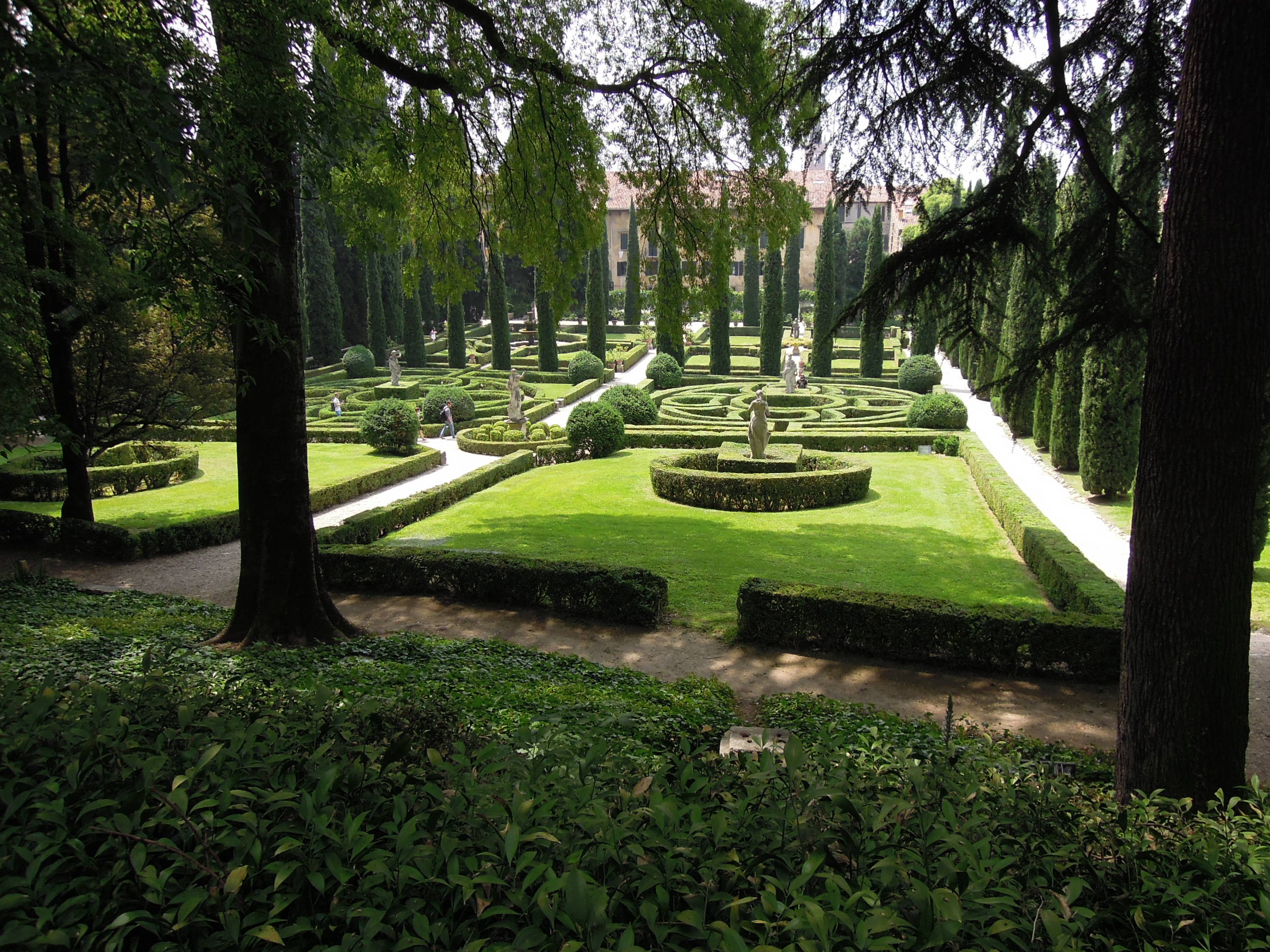
Il parterre geometrico che compone la parte più antica del giardino

Dal cortile d'onore di palazzo Giusti del Giardino è possibile accedere al giardino, il cui tratto iniziale è composto da un vasto parterre sistemato ad aiuole geometriche, diviso in due sezioni dal lungo viale centrale che, fiancheggiato da alti cipressi, conduce alla grotta del genius loci e al sovrastante mascherone.
La sezione orientale di questo parterre è occupata da due aree quadrangolari tenute a verde, di cui una caratterizzata da una fontana in marmo rosso di Verona posta al centro delle quattro aiuole, e una composta da un labirinto in siepi di bosso. Quest'ultimo non è l'originale cinquecentesco, opera di Agostino Giusti, ma una rivisitazione del 1786 ad opera dell'architetto Luigi Trezza, che semplificò l'antico percorso.
La sezione occidentale è invece suddivisa in quattro aree quadrangolari a verde, allineate con quelle della sezione orientale, di cui due caratterizzate da fontane e due dalla presenza di statue collocate in posizione centrale. A monte di queste quattro aree si trovano due ulteriori aiuole a prato con statua al centro, perfettamente allineate con i settori del parterre occidentale, ma frutto della trasformazione settecentesca della parte bassa del giardino.

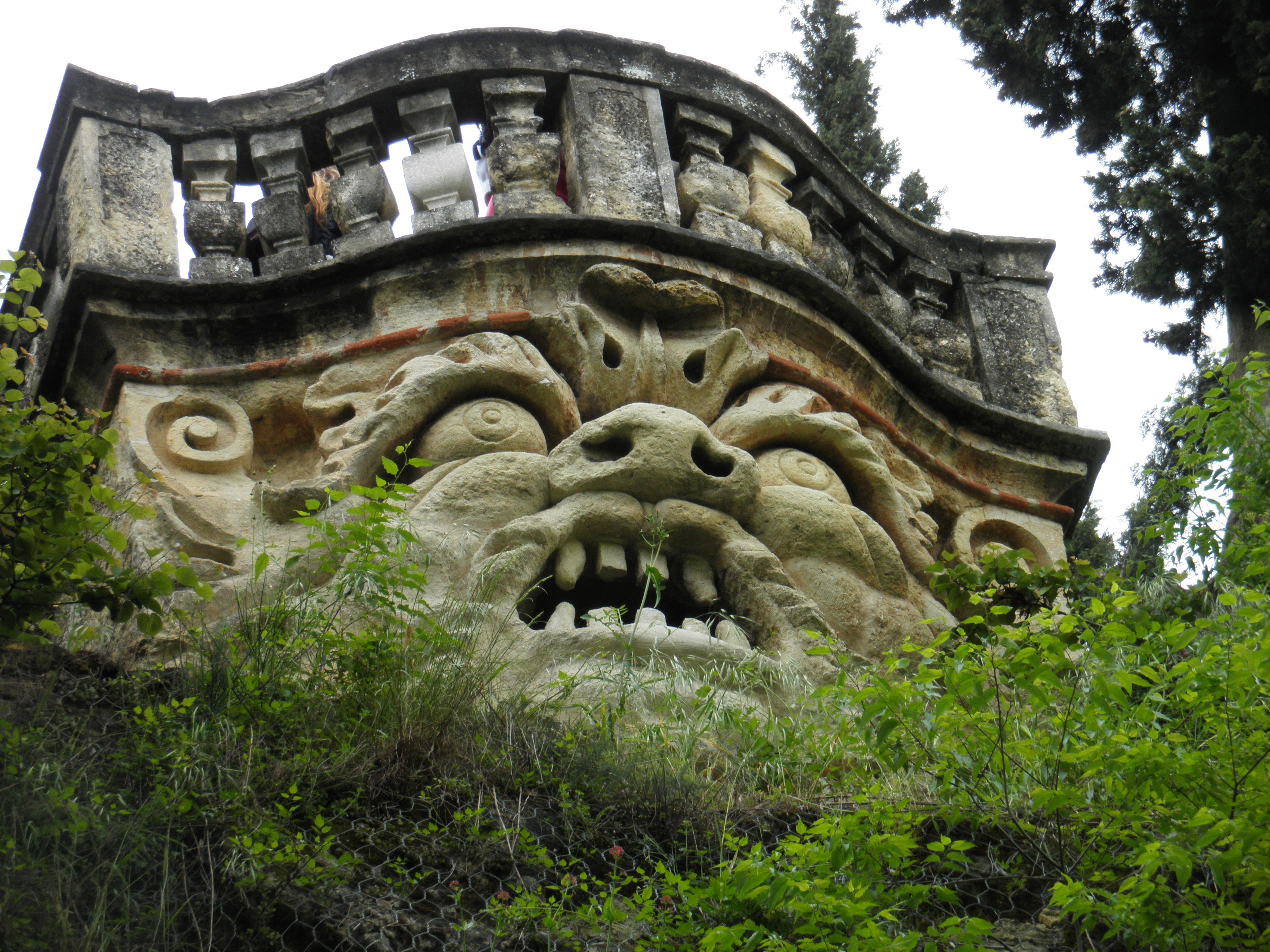
Il mascherone attribuito a Bartolomeo Ridolfi, che funge anche da belvedere

Proseguendo lungo il viale centrale si giunge ad una scalinata in mattoni che sale fino al primo terrazzamento dove, al centro della parete tufacea della collina, si apre la grotta del genius loci, sormontata da un gigantesco mascherone attribuito a Bartolomeo Ridolfi. La grotta, che dall'esterno ha l'aspetto di un tempietto per via del portale d'ingresso ad arco, inquadrato tra due colonne e due semipilastri che sostengono la trabeazione e il timpano spezzato, al centro del quale si trova un'anfora, internamente risulta essere una vera e propria grotta scavata nel tufo, coperta da una volta a botte e con due nicchie laterali e una di fondo. Originariamente la superficie era rivestita di conchiglie, coralli, madreperle e mosaici e conteneva giochi d'acqua che divertivano i visitatori.
Dalla grotta un sentiero conduce al secondo terrazzamento, dove la parete della collina è interrotta da quattro grotte artificiali; qui, inoltre, una torre consente di salire, mediante una scala elicoidale, alla parte più alta del giardino. In cima si trova quindi il belvedere, ovvero un balcone con balaustra che sormonta il già citato mascherone, oltre che un grazioso padiglione a loggiato, altro punto panoramico sulla città.